# Санкін котай
Санкі́н ко́тай (яп. 参勤交代 / 参覲交替, さんきんこうたい, «почергове прибуття на службу») — система примусових відряджень, що зобов'язувала провінційних володарів даймьо різних ханів Японії періодично прибувати на службу до ставки сьоґунів Токуґава в місті Едо і проводити у ній певний термін.
Встановлена законом у 1635, ліквідована у 1862. Надавала сьоґунам контроль над даймьо, сприяла централізації управління країною, забезпечувала довготривалість сьоґунату. 